# 酒石酸
酒石酸（英語：Tartaric acid）是一種α-羧酸、雙質子酸，化學式C4H6O6。酒石酸存在於多種植物中，如葡萄、香蕉和與羅望子，它也是葡萄酒中主要的有機酸之一。通常與小蘇打組合，以充當麵粉膨鬆劑。亦可作為食品中的抗氧化劑添加物，可以使食物具有酸味。酒石酸鹽是琥珀酸的二羥基衍生物。大約在公元800年，酒石酸由波斯煉金術士賈比爾首次從酒石酸鉀分離出來。而近代的則是由瑞典化學家卡爾·威廉·舍勒於1769年開發的。
酒石酸在化學手性的發現中發揮了重要的作用。酒石酸具有兩個相互對稱的手性碳，具有三種旋光异构体：右旋L-酒石酸、左旋D-酒石酸、内消旋酒石酸，而以其中的右旋体最为常见。

## 历史
酒石酸最早是1769年由瑞典化学家卡尔·威廉·舍勒发现的。

## 存在与制备
L-酒石酸是天然产物，广泛存在于水果中，尤其是葡萄。是最廉价的光活性酒石酸，常被称为“天然酒石酸”。工业上，L-酒石酸来源仍然是天然产物。葡萄酒酿造工业产生的副产物酒石，通过酸化处理即可制得L-酒石酸。意大利是世界上L-酒石酸的最大生产国，这跟该国造葡萄酒的规模不无关系。
D-酒石酸在天然产物中很罕见，但以比较高的含量存在于西非馬里的一种植物裡。
外消旋酒石酸在工业上是通过双氧水与马来酸酐作用后水解制得，南非是主要的生产国。

## 应用
酒石酸最大的用途是饮料添加剂。然后是药物工业原料。在当代有机合成中是非常重要的手性配体和手性子，可以用来制备许多著名的手性催化剂，以及作为手性源来合成复杂的天然产物分子。在制镜工业中，酒石酸是一个重要的助剂和还原剂，可以控制银镜的形成速度，获得非常均一的镀层。

## 外部連結
- PDB file for MSE （页面存档备份，存于）